# Мала Річка (притока Перемиськи)
Мала Річка — річка в Україні, у Надвірнянському районі Івано-Франківської області, права притока Перемиськи (басейн Дунаю).

## Опис
Довжина річки приблизно 6 км. Формується з багатьох безіменних струмків.

## Розташування
Бере початок на північному заході від гори Синечки. Тече переважно на північний схід і на південно-західній околиці Делятина впадає у річку Перемиську, ліву притоку Пруту.